# U-9 (1910)
U-9 — германская керосин-электрическая подводная лодка времён Первой мировой войны. 22 сентября 1914 года под командованием Отто Веддигена U-9 за полтора часа последовательно потопила три британских крейсера.

## История
Заказ на постройку корабля был отдан 15 июля 1908 года. Лодка была заложена на «Кайзеровской верфи» (нем. Kaiserliche Werft) в Данциге под строительным номером 4. 22 февраля 1910 года спущена на воду, 18 апреля того же года вошла в строй. Будучи одной из первых германских подводных лодок, U-9 интенсивно использовалась для обучения подводников. 16 июля 1914 года экипаж U-9 впервые в мире выполнил заряжание торпедных аппаратов в подводном положении.
Во время Первой мировой войны U-9 совершила 7 боевых походов, в которых потопила 13 судов суммарным водоизмещением 8 635 брт (10 небольших рыболовецких судов, три британских парохода: «Don», «Queen Wilhelmina» и «Serbino») и 5 военных кораблей (4 британских крейсера и русский тральщик «№ 4», бывший до войны пароходом «Даго») суммарным водоизмещением 44 430 т.
С апреля 1916 года U-9 не участвовала в боевых действиях и использовалась только для обучения подводников. 26 ноября 1918 года лодка капитулировала. В 1919 году её разделали на металл.

### Атака 22 сентября 1914
22 сентября 1914 года U-9 в ходе патрулирования обнаружила три четырёхтрубных британских крейсера. Это были крейсера типа «Кресси»: HMS Hogue, HMS Aboukir и HMS Cressy из 7-й эскадры крейсеров. После торпедирования первого корабля британцы посчитали, что тот подорвался на мине, остановились и начали работы по спасению экипажа. Таким образом, два неподвижных крейсера стали лёгкой добычей продолжившего атаку Веддигена. В результате атаки 1459 человек погибли, 837 спаслись.

## Командиры
- 1 августа 1914 — 11 января 1915 — Отто Веддиген
- 12 января 1915 — 19 апреля 1916 — Иоганнес Шписс.

## Флотилии
- 1 августа 1914 — 7 июля 1915 — I флотилия
- 7 июля 1915 — 20 апреля 1916 — Балтийская флотилия
- 20 апреля 1916 — 11 ноября 1918 — тренировочная флотилия